# Nati nel 1161
| Questa pagina contiene informazioni ricavate automaticamente dalle voci biografiche con l'ausilio del template Bio e di un bot. L'aggiornamento è periodico e automatico e ricostruisce completamente la pagina. Se manca una persona in questa lista, sei pregato di non aggiungerla, ma accertati piuttosto che la sua voce biografica contenga il template Bio e che i dati anagrafici siano correttamente compilati. Se il template Bio manca, inseriscilo tu stesso o, in alternativa, metti l'avviso {{tmp\|Bio}} che ne segnala la mancanza. Se i dati riportati sono sbagliati, correggi direttamente la voce biografica; le modifiche saranno visibili in questa lista entro pochi giorni. Per chiarimenti vedi il progetto biografie. La lista contiene solo le 7 persone che sono citate nell'enciclopedia e per le quali è stato implementato correttamente il template Bio. Pagina aggiornata al 13 gen 2025. |

- 22 febbraio - Papa Innocenzo III, papa e cardinale italiano († 1216)
- Baldovino IV di Gerusalemme, sovrano franco († 1185)
- Beatrice d'Albon, nobile francese († 1228)
- Börte, imperatrice mongola († 1230)
- Costanza di Bretagna, nobile francese († 1201)
- Sancho I di Provenza, conte († 1223)
- Richard de Morins, religioso e storico britannico († 1242)